# Clyde Football Club

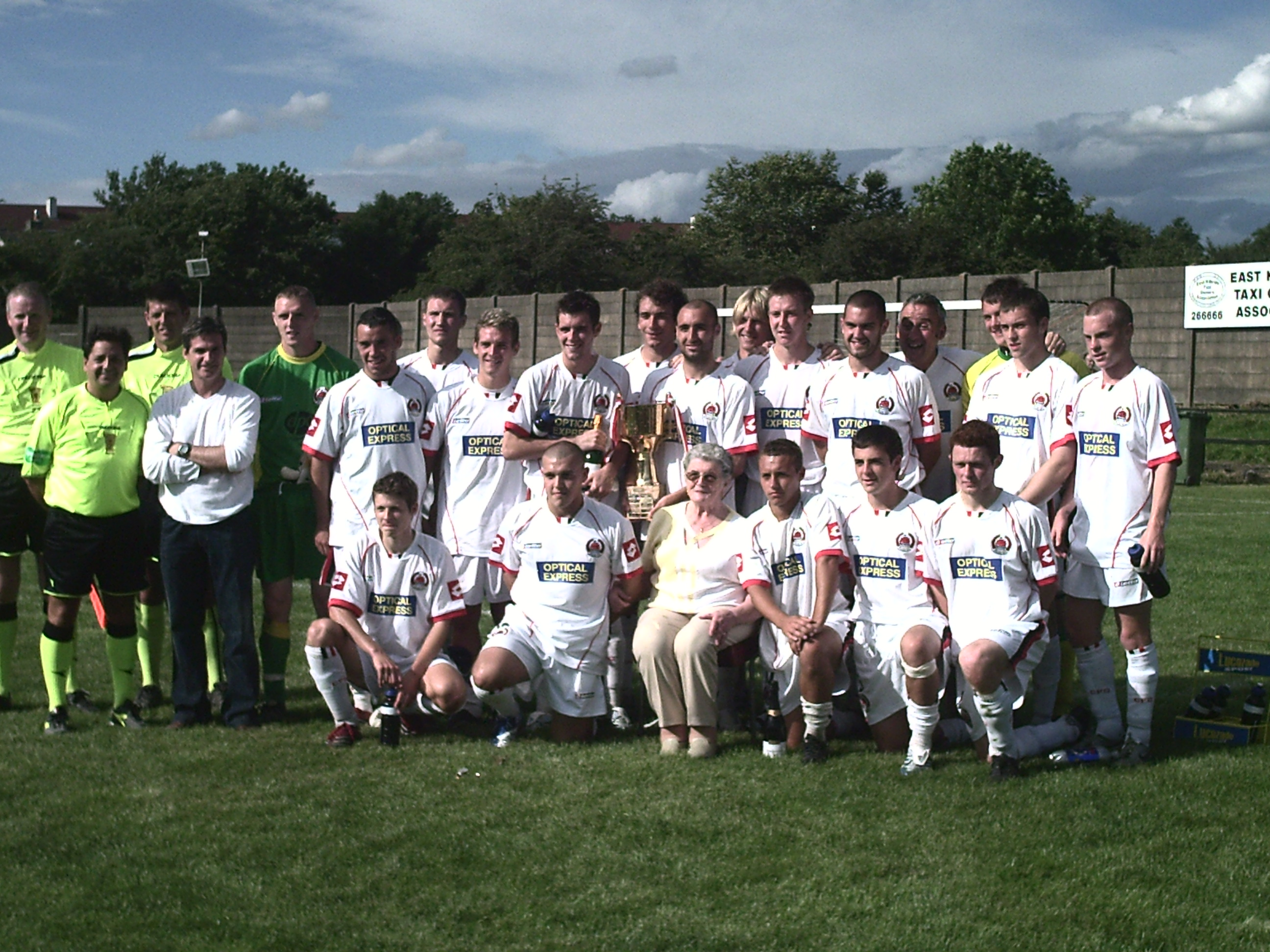
El Clyde Football Club en el 2007.

El Clyde Football Club es un club de fútbol de Escocia. Fue fundado en 1877 y compite en la Scottish League Two, cuarta categoría del fútbol escocés. Aunque está establecido en Hamilton, se asocia tradicionalmente con la superficie que cubre Rutherglen en South Lanarkshire y el sudeste de Glasgow.

## Historia
El equipo fue fundado en 1877. Sus colores tradicionales son el rojo, blanco y el negro. Se apodan The Bully Wee, y sus seguidores sus seguidores fueron conocidos como The Gypsy Army durante el año que el club se quedó sin residencia. El equipo tiene una gran rivalidad con el Partick Thistle. Desde 1994 el estadio del club es el Broadwood Stadium.
Tras unirse a la liga escocesa de fútbol en 1891, Clyde era asiduo en la máxima categoría hasta que el equipo descendió en la temporada 1974/75, y desde ese año el club no ha vuelto a jugar en primera división. Como nunca había ganado el título de liga y jugase en la SPL desde su creación en 1998, su mejor resultado en primera división fue tercero en la antigua Scottish Division One; en 1909, 1912, y 1967. Sólo terminaron tres puntos detrás del campeón Celtic en 1909. El club ha ganado la Copa de Escocia en tres ocasiones; en 1939, 1955, y 1958. Además en la copa han llegado a terminar subcampeones en tres ocasiones, en 1910, 1912, y 1949.

## Entrenadores
- Walter Jack (1905-1909)
- Frank Thompson (1922-1934)
- Russell Moreland (1934-1937)
- Paddy Travers (1938-1954)
- Johnny Haddow (1954-1963)
- John Prentice (1963-1966)
- Davie White (1966-1967)
- Archie Wright (1967)
- Archie Robertson (1968-1973)
- Stan Anderson (1973-1976)
- Mike Clinton (1976-1977)
- Billy McNeill (1977)
- Craig Brown (1977-1987)
- John Clark (1987-1992)
- Alex Smith (1992-1996)
- Gardner Speirs (1996-1998)
- Ronnie McDonald (1998)
- Allan Maitland (1998-2002)
- Alan Kernaghan (2002-2004)
- Billy Reid (2004-2005)
- Graham Roberts (2005-2006)
- Joe Miller (2006-2007)
- Colin Hendry (2007-2008)
- John Brown (2008-2009)
- John McCormack (2009-2010)
- Stuart Millar (2010-2011)
- Jim Duffy (2011-2014)
- Barry Ferguson (2014-2017)
- Jim Chapman (2017)
- Danny Lennon (2017-2022)
- Jim Duffy (2022-2023)
- Brian McLean (2023)
- Ian McCall (2023-)

## Palmarés

### Torneos nacionales
- Copa de Escocia (3): 1938-39, 1954-55, 1957-58
- Segunda División de Escocia (5): 1904-05, 1951-52, 1956-57, 1961-62, 1972-73
- Tercera División de Escocia (4): 1977-78, 1981-82, 1992-93, 1999-00